# Wild Beasts
Wild Beasts是一支来自于英格兰肯德尔（Kendal）的独立乐队。他们的第一张单曲Brave Bulging Buoyant Clairvoyants于2006年11月由Bad Sneakers录制发行，随后他们与Domino Records （页面存档备份，存于）签约。乐队已经发行了四张广受好评的专辑：2008年发行的Limbo, Panto （页面存档备份，存于）、2009年的Two Dancers （页面存档备份，存于） 、2011年的Smother （页面存档备份，存于）以及2014年的Present Tense （页面存档备份，存于）、Two Dancers （页面存档备份，存于） 曾获得过英国水星音乐奖提名。

## 历史
2002年，凯瑟琳女王学院的学生Hayden Thorpe和Ben Little组成“duo Fauve”，这在法语中的意思为“Wild Beast”，并开始创作歌曲。2004年1月，鼓手Chris"Bert"Talbot和贝斯手Gareth"Gaz"Bullock加入乐队，乐队的名称改为Wild Beasts。四人在2004年6月录制了他们的第一张同名demo EP。2005年9月,乐队搬到了利兹，并且Tom Fleming替代Bullock成为乐队的全职贝斯手。他们在Trash（前身为The Mixing Tin)举行利兹的第一场演出。全新的四人进一步录制了两张demo EP，Esprit De Corps以及All Men。
Wild Beasts在2006年8月与Bad Sneakers Records签约。他们于2006年11月在BBC Radio 6 Music的Marc Riley's Brain Surgery现场录制了三条音轨。随即,Bad Sneakers在11月20号发行了他们的第一张单曲Brave Bulging Buoyant Clairvoyants，伴随主唱Hayden“大量的假声掩盖了吉他的旋律”（"enormous falsetto voice, which soars over chiming guitars"），这张单曲在英国独立唱片单曲排行榜中获得了第17名的好成绩。
2007年2月,Wild Beasts与Domino Records签约。同年4月由Bad Sneakers Records发行了第二张单曲Through Dark Night。5月，Wild Beasts被音乐杂志NME列为十大“顶尖乐队”之一。Wild Beasts于2008年6月16日发行的首张专辑Limbo, Panto （页面存档备份，存于）被描述为“令人震惊、有趣、重要的是不可改变的”（"shocking, funny, and above all irrevocable"）。接着，他们又在6月30日发行了单曲The Devil's Crayon （页面存档备份，存于）。
乐队在2009年8月发行了他们的第二张专辑Two Dancers （页面存档备份，存于），这张专辑受到了广泛的好评。它被列入了许多2009年精选年度最佳专辑排行名列当中，并被提名为2010年水星音乐奖。第三张录音室专辑Smother （页面存档备份，存于）在2011年5月发行。乐队随即宣布来自Sky Larkin （页面存档备份，存于）的Latie Harkin将加入其成为巡回乐队成员。他们获得了2011年的London Awards for Art and Performance （页面存档备份，存于）。
乐队在2014年2月24日发行了第四张录音室专辑Present Tense （页面存档备份，存于）
至今发行的4张专辑都受到了评论家的高度评价。在评论网站Metacritic中，Limbo,_Panto （页面存档备份，存于）从17家评论媒体中获得79分（满分100分），Two_Dancers （页面存档备份，存于）从19家媒体中获得83分，Smother （页面存档备份，存于）从28家媒体中获得85分，Present Tense （页面存档备份，存于）从27家媒体中获得86分。

## 唱片目录

### 专辑Albums
- Limbo,_Panto （页面存档备份，存于） (Domino Records, 2008)
- Two_Dancers （页面存档备份，存于） (Domino Records, 2009) 全英排名第68名
- Smother （页面存档备份，存于） (Domino Records, 2011) 全英排名第17名[17]
- Present Tense （页面存档备份，存于） (Domino Records, 2014) 全英排名第10名

### 细碟
- Wild Beasts (2004)
- Esprit De Corps （页面存档备份，存于） (2005)
- All Men （页面存档备份，存于） (2005)
- Reach A Bit Further (12" vinyl, 2011)

### 单曲
- "Brave Bulging Buoyant Clairvoyants"/"The Old Dog" (Bad Sneakers Records, 2006)
- "Through Dark Night"/"Please Sir" (Bad Sneakers Records, 2007)
- "Assembly"/"Sylvia, A Melodrama" (Domino Records, 2007)
- "The Devil （页面存档备份，存于）"/"Treacle Tin" (Domino Records, 2008)
- "Brave Bulging Buoyant Clairvoyants"/"Mummy's Boy" (Domino Records, 2008)
- "Hooting & Howling"/"Through the Iron Gate" (Domino Records, 2009)
- "All The King's Men" (Domino Records, 2009)
- "We Still Got The Taste Dancin' On Our Tongues" (Domino Records, 2010)
- "Albatross"/"Smother" (Domino Records, 2011)
- "Bed of Nails"/"Catherine Wheel" (Domino Records, 2011)
- "Reach a Bit Further"/"Thankless Thing" (Domino Records, 2011)
- "Stray" (digital download, Domino Records, 2012)
- "Wanderlust"/"Byzantine" (Domino Records, 2014)
- "Sweet Spot" (Domino Records, 2014)

### 混音
- "You and I" by Lady Gaga[18]
- 2:54 （页面存档备份，存于） "You're Early"
- Jessie Ware "Night Light"